# Big Stan
Big Stan (titulada como Un abogado enjaulado en Argentina; El gran Stan: el matón de la prisión en España, y A prueba de hombres en Hispanoamérica) es una película de comedia estadounidense de 2007 protagonizada, coproducida y dirigida por Rob Schneider en su debut como director.
El resto del elenco está formado por Jennifer Morrison, Scott Wilson, Henry Gibson —en su último papel antes de su muerte en 2009—, Richard Kind, Sally Kirkland, Jackson Rathbone, M. Emmet Walsh, Dan Haggerty y David Carradine. Cuenta la historia de un estafador inmobiliario que es sentenciado a tres años de prisión y pasa los seis meses previos siendo entrenado para supervivir en prisión por un gurú de las artes marciales.
En el programa de radio Loveline, Schneider afirmó que esta película será una película «contra la violación de hombres», en referencia a las violaciones en las cárceles.
Aunque Big Stan fue lanzada en algunos mercados durante el otoño de 2008, se lanzó directamente en DVD en los Estados Unidos el 24 de marzo de 2009.

## Sinopsis
Stan Minton (Rob Schneider) es un agente inmobiliario estafador al le que entra el pánico cuando se entera de que va a la cárcel por fraude. El miedo a ser violado le lleva a contratar al misterioso gurú conocido como el Maestro (David Carradine), que le ayudará a convertirse en un experto de las artes marciales. Tras ser encarcelado, Stan usa su nueva capacidad en las artes marciales para intimidar a sus compañeros de prisión. Se gana su respeto y, finalmente, se convierte en su líder, trayendo la paz y la armonía en el patio de la cárcel. Sin embargo, el corrupto alcaide quiere urbanizar la zona en la que está situada la cárcel, por lo que pide a Stan que convierta el patio en una zona de guerra creando así un motivo para cerrar la cárcel.

## Reparto
- Rob Schneider como «Big» Stan Minton, un rico agente inmobiliario estafador.
- Jennifer Morrison como Mindy Minton, la esposa de Stan.
- Scott Wilson como Francis Gasque, un alcaide corrupto del centro correccional estatal de Verlaine que busca cerrar la prisión para poder vender el terreno.
- Henry Gibson como Larry / «Shorts», un recluso amigo de Stan que cumple cadena perpetua por matar a su compañero.
- Richard Kind como Mal, el abogado de Stan.
- Sally Kirkland como madame Foreman, miembro del jurado que declara culpable a Stan.
- Jackson Rathbone como Robbie, un preso jipi y extraficante de drogas.
- M. Emmet Walsh como Lew Popper, un picapleitos a quien Stan reemplaza con Mal durante su juicio.
- David Carradine como el Maestro, un gurú de las artes marciales que entrena a Stan para supervivir en prisión.
- Marcelo Ortega como Big Haa, un recluso.
- Marcia Wallace como Alma
- Diego Corrales como Julio
- Randy Couture como Carnahan
- Don Frye como miembro de la nación
- Brandon Molale como el guardia Piken
- Lil Rob como preso
- Brandon T. Jackson como Deshawn, un recluso.
- Olivia Munn como Maria, una secretaria.
- Barbara Dodd como la señora Darby, una anciana a quien Stan intentó estafar.
- Richard Riehle como el juez Perry, un juez que preside el juicio de Stan.
- Kevin Gage como Bullard, un comprensivo guardia de prisión.
- Dan Inosanto como el chef de prisión
- Bob Sapp como Big Raymond, un preso duro.
- Tsuyoshi Abe como Dang, un miembro de la mafia vietnamita y uno de los estudiantes de la maestría.
- Ahman Green como Lee Otis, un exladrón de bancos y recluso.
- Salvator Xuereb como Patterson, el líder de la pandilla nazi de la prisión.
- Buddy Lewis como Cleon, el líder de la pandilla negra de la prisión.
- Peter Vasquez como Juanito, el líder de la pandilla mexicana de la prisión.
- Megan Cavanagh como una miembro de la Junta de Libertad Condicional.
- Dan Haggerty como un exconvicto gay
- Faith Womack como Mindy Jr., la hija de Stan y Mindy.
- Andrew Bernhard como un preso

## Recepción
En Rotten Tomatoes, la película tiene un índice de aprobación del 11 % basado en comentarios de nueve críticos (un positivo, ocho negativos), con un promedio de calificación de 3,02/10.
Julie Rigg, de la Australian Broadcasting Corporation, fue muy crítica con el humor basado en la violación y concluyó: «Perdí dos valiosas horas de mi vida en Big Stan; no cometas el mismo error». Escribiendo para The Sydney Morning Herald, Paul Byrnes preguntó: «Si ha habido una colección más torpe, más tonta y más informal de chistes inoportunos, estereotipos raciales y actuaciones perezosas este año, todavía tengo que verla... ¿Cómo pudo [Schneider] estar en tantas películas durante una carrera de veinte años y aprender tan poco sobre cómo hacer una película?». Brian Orndorf de DVD Talk lo llamó «una pérdida de tiempo olvidable y sin gracia», también criticó la repetición “implacable” de chistes sobre violaciones, pero creía que Schneider representó de manera convincente el miedo del personaje a la violación.
Moviehole la calificó con un 3,5 sobre 5 y la calificó como la mejor película de Schneider desde The Hot Chick.